# Theo-Koch-Schule Grünberg

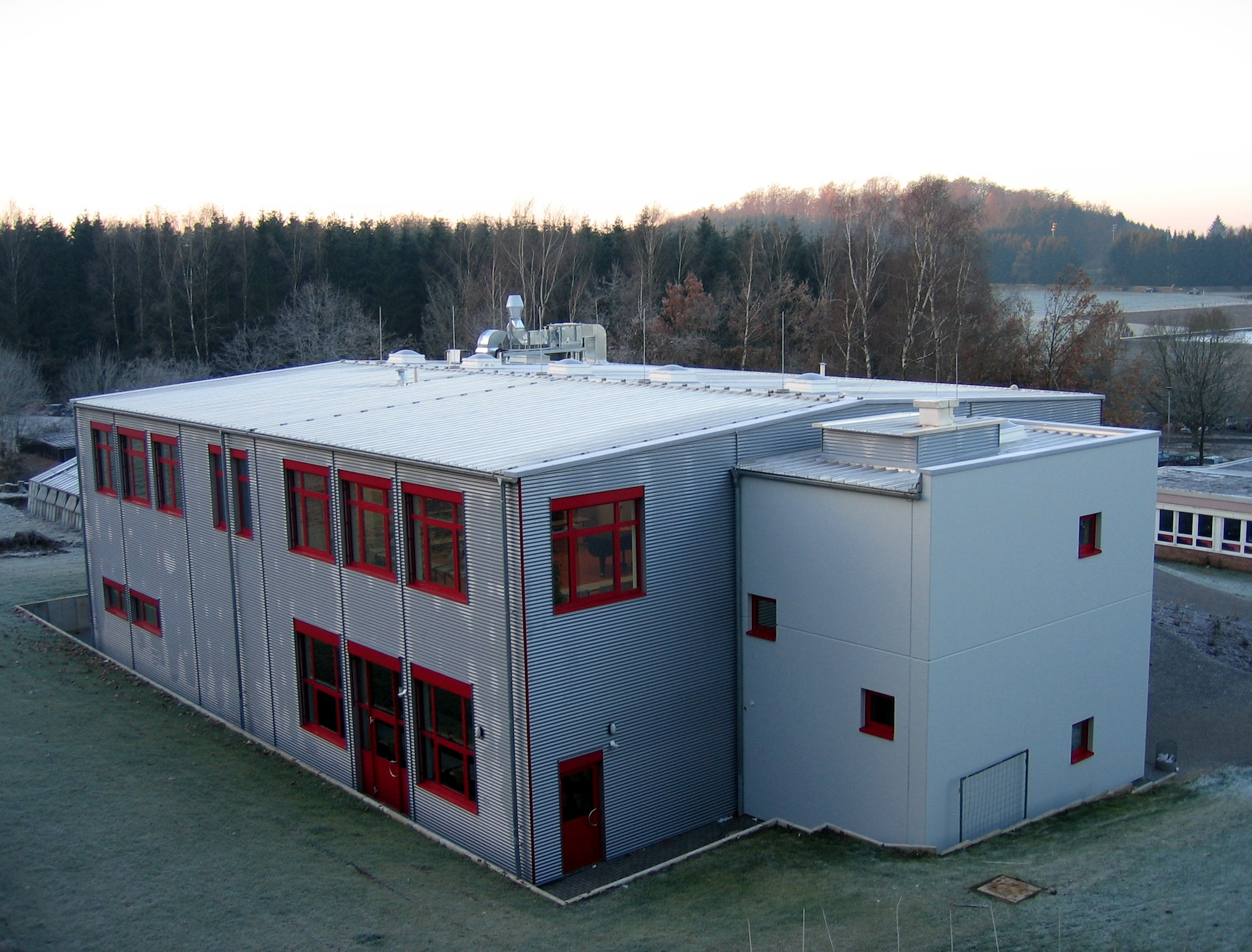
Musikwürfel und Mensa der Theo-Koch-Schule Grünberg

Die Theo-Koch-Schule Grünberg (kurz TKS) ist eine integrierte Gesamtschule mit gymnasialer Oberstufe und Ganztagsangebot in Grünberg (Hessen) im Landkreis Gießen.
Die Schule wurde 1806 zum ersten Mal erwähnt und wurde damals als erweiterte Volksschule aus der Latein- und Stadtschule gegründet. Sie ist nach dem Ethnologen Theodor Koch-Grünberg (1872–1924), einem bedeutenden Brasilienforscher, der aus Grünberg stammte, benannt.

## Geschichte
1956 bekam die Theo-Koch-Schule in der Schulstraße (heute „Grundschule am Diebsturm“) ihren Namen als Gymnasium. 1962 wurde der Mittelpunktschulverband gegründet mit der Absicht, eine Mittelpunktschule zu errichten. Für den Bau der Schule, die unter den Grünbergern „Waldschule“ genannt wird, mussten einige Fichtenbestände weichen, damit ein Areal von 37000 m² zur Verfügung gestellt werden konnte.
Mit dem Schulleiter Amadori nahm schließlich die neue Mittelpunktschule in der Struppiusstraße außerhalb der Stadt Grünberg im Dezember 1966 den Betrieb auf. Bei einem Einzugsbereich von insgesamt 18 Gemeinden besuchten im Einweihungsjahr etwa 900 Schüler die neue Haupt- und Realschule.
1970 wurde die Mittelpunktschule mit dem Gymnasium zur integrierten Gesamtschule zusammengeführt. Robert Maushagen wurde 1971 mit der Leitung der Schule beauftragt. Mit der Einweihung eines Erweiterungsbaues 1973 wurde die neue Gesamtschule „Theo-Koch-Schule“ benannt.
Im Jahr 1996 trat die Theo-Koch Schule der Organisation „Schule ohne Rassismus – Schule mit Courage“ bei.
Seit dem Schuljahr 2005/2006 gibt es neben den Jahrgängen 5 bis 8 der Integrierten Gesamtschule abschlussbezogene Klassen in den Jahrgängen 9 und 10. Schwerpunktbildung ist möglich, z. B. in NaWi (Naturwissenschaftliche)- oder Sprachklassen, die zusätzlichen Unterricht in den jeweiligen Schwerpunkten und so den Schülern eine besondere Qualifikation bieten.
2017 wurden zwei neue Gebäude eingeweiht. Eine neue Aula, welche mit neuster Bühnentechnik ausgestattet ist, und das „Haus G“, in dem unter anderem Ganztagsklassen untergebracht sind.

## Allgemeines
Die Schule ist die größte Schule im Landkreis Gießen. Schülerzahlen: Im Schuljahr 2012/13 etwa 1640, davon:
- 5. Jahrgangsstufe: 175
- 6. Jahrgangsstufe: 212
- Jahrgangsstufe 7–10: 850
- Sekundarstufe II: 390 (60 % aus eigener Mittelstufe, 40 % aus Nachbarschulen)

(80 % aus der Großgemeinde Grünberg, 20 % aus angrenzenden Schulbezirken)
Das Lehrerkollegium besteht aus insgesamt 142 Kollegen. Die Schule wird seit Beginn des Schuljahres 2012/2013 von Jörg Keller geleitet; als Stellvertreter fungiert Andreas Jorde. Die Oberstufe wird aktuell von Marcel Jochim geleitet. Die TKS war eine der ersten hessischen Schulen, die das Fach „Darstellendes Spiel“ als Alternative zu Kunst oder Musik in der Oberstufe einführten. Zu den Besonderheiten zählt auch, dass das Fach „Wirtschaftswissenschaften“ in der Oberstufe neben Informatik als Wahlfach und als Leistungskurs belegt werden kann.
Im Schuljahr 2011/12 führte die Schule als eine der wenigen hessischen Schulen sowohl eine schulspezifisch erweiterte Version von You start IT (Jgst. 6) als auch die ICDL (in der Jgst. 9 und 10 im Realschulbereich, als AG im gymnasialen Bereich) und das Fach Informatik in der Sekundarstufe I mit einem schulinternen Curriculum auf Grundlage der Arbeiten der Gesellschaft für Informatik ein.

## Initiativen
- „Schule ohne Rassismus – Schule mit Courage“
- Förderverein
- Ehemaligen-Vereinigung Theo-Koch-Schule Grünberg e.V.
- Teilnahme an „Schulen ans Netz“
- Mehrere naturwissenschaftliche Projekte wie z. B. Jugend forscht und MINT-EC (MINT-Fächer)
- „Balu und Du“

## Bekannte Schüler
- Werner Baach, Oberst a. D., früher Stellvertretender Leiter und Sprecher im Informations- und Pressestab des Bundesministeriums der Verteidigung, anschließend Stellvertretender Leiter der Militärpolitischen Abteilung und Sprecher im Defence Review Committee bei der Vertretung der Bundesrepublik Deutschland bei der NATO (Brüssel); seit 2004 freier Journalist und Beauftragter für Presse- und Öffentlichkeitsarbeit der Clausewitz-Gesellschaft
- Frauke Eigen (* 1969), bekannte Fotografin und Künstlerin
- Harald Lesch (* 1960), Professor für Astrophysik an der Ludwig-Maximilians-Universität München
- Herbert Schmier (1926–2020), Professor für Strahlenschutz[6]
- Elisabeth Kula (* 1990), Politikerin, Fraktionsvorsitzende der Linksfraktion im Hessischen Landtag
- Elisa Mevius (* 2004), Basketballspielerin, Olympiasiegerin 2024 mit der deutschen 3x3-Basketballnationalmannschaft